# Courtney Hurley
Courtney Hurley (n. 30 septembrie 1990, Houston, Texas, SUA) este o scrimeră americană specializată pe spadă, laureată cu bronz pe echipe la Jocurile Olimpice din 2012 de la Londra.

## Carieră
S-a apucat de scrimă la vârsta de opt ani pentru a-i urma pe părinti, care erau amândoi scrimeri. Sora sa mai mare, Kelley, este și ea o scrimeră de performanță.
Pregătită de tatăl său, s-a alăturat lotului american de cadeți când era de 14 ani. În sezonul 2009-2010 a devenit prima spadasină americană câștigătoare Cupei Mondiale de juniori. A participat la Jocurile Olimpice din 2012 de la Londra, clasându-se pe locul 22 după ce a fost eliminată de franțuzoaica Laura Flessel-Colovic în turul întâi. La proba pe echipe, echipa SUA a trecut surprinzător de Italia în sferturile de finală, apoi a pierdut cu Coreea de Sud în semifinală. În „finala mică” Hurley a adus tușa câștigătoare pentru SUA în minutul suplimentar, cucerind bronzul, prima medalie olimpică din istoria spadei feminine americane.
A absolvit studiile de cinematografia, televiziunea și teatrul la Universitatea Notre Dame.

## Legături externe
- Prezentare Arhivat în 13 august 2015, la Wayback Machine. la Federația Americană de Scrimă
- en Courtney Hurley la Olympedia.org